# 曲尼次仁
曲尼次仁（藏語：ཆོས་དབྱིངས་ཚེ་རིང་，威利转写：chos dbyings tshe ring；英文名：Choenyi Tsering，1986年5月15日—），女，藏族，中国偶像歌手、演员，2009年获得上海东方卫视《加油东方天使》全国年度总冠军而出道至今。

## 生平
- 1986年 出生于西藏阿里噶尔县一个普通藏族牧民家庭；
- 1999年 年仅13岁就担任奇正集团形象大使，代言奇正藏药广告；
- 2002年 获得西藏自治区旅游形象大使选拔赛总决赛第一名，次年担任西藏自治区旅游形象大使；
- 2003年 参加“全国少数民族五十六朵金花选美大赛”代表西藏参加全国赛最终第一名[1]；
- 2004年 考入西藏大学2006级舞蹈表演专业本科班（2008年毕业）；
- 2005年 参加上海SMG《真心话大冒险》新人单元环节比赛获得“最佳新人奖”；
- 2006年 担任大型藏族歌舞诗《神奇的家园》领舞，并出访尼泊尔、不丹、印度等多个国家演出；
- 2007年 参加CCTV《非常6+1》获得“非常明星”奖，后获得北京卫视《北京春晚》形象大使“春姑娘”之一，同年担任中华爱心基金会“爱心形象大使”；
- 2008年 参加搜狐音乐举办的《搜狐女声》比赛晋级全国30强，同年担任电视剧《长漂壮歌》女主角；
- 2009年 参加湖南卫视《2009快乐女声》获得成都唱区25强、全国300强（由于拍摄刘烨MV女主角冲突则退赛[2]）；同年参加上海东方卫视《加油东方天使》获得全国年度总冠军[3][4]、最佳表演奖；
- 2010年 担任台湾澎湖縣旅游形象大使[5]，同年获得上海SMG《MTV-超级盛典》“最具风格娱乐新势力”奖；
- 2011年 发行首支个人单曲《Dance With Me》，担任电影《午夜拍门》女一号；
- 2012年 拍摄电视剧《隋唐演义》，担任张丽华、朱贵儿两个角色的演出；
- 2013年 在于正电视剧《大汉情缘》中扮演阿丽亚公主，拍摄电视剧《新版济公》

## 音乐作品
未收录在专辑的单曲
| 首播时间   | 歌曲名称                     | 备注                     |
| ---------- | ---------------------------- | ------------------------ |
| 2009-10-26 | 《爱无界锁定金生》（VS刘烨） | 并担任MV女主角           |
| 2009-12-12 | 《倔强的温柔》（VS兄弟连）   | 并担任MV女主角           |
| 2011-03-02 | 《Dance With Me》            | 电视剧《爱的三部曲》插曲 |

## 影视作品

### 电视剧
| 首播年份 | 剧名                       | 角色             | 备注   |
| -------- | -------------------------- | ---------------- | ------ |
| 2009年   | 《长漂壮歌》               | 央金             |        |
| 2010年   | 《黄炎培》                 | 曲记者           |        |
| 2011年   | 《热巴情》                 | 达娃             |        |
| 2013年   | 《隋唐演义》               | 张丽华、朱贵儿   |        |
| 2013年   | 《西藏秘密》               | 葱美             |        |
| 2014年   | 《新济公活佛之乱点鸳鸯谱》 | 杜鹃             |        |
| 2015年   | 《雪域雄鹰》               | 次央             |        |
| 2015年   | 《大汉情缘之云中歌》       | 阿丽亚公主       | 客串   |
| 2016年   | 《幻城》                   | 阳丹             |        |
| 2018年   | 《同学兩亿岁》             | 阿部多瑞         |        |
| 2018年   | 《穿甲弹》                 | 郑岚             |        |
| 2019年   | 《新白娘子傳奇》           | 吳娘子（蜈蚣精） |        |
| 2019年   | 《大明風華》               | 其木格           |        |
| 2023年   | 《長月燼明》               | 月阮阮           | 網絡劇 |
| 2023年   | 《雪莲花盛开的地方》       | 卓玛             |        |

### 电影
| 上映年份 | 电影名                 | 角色     | 备注     |
| -------- | ---------------------- | -------- | -------- |
| 2009     | 《弹起我的扎年琴》     | 格桑     |          |
| 2011     | 《午夜拍门》           | 格桑     |          |
| 2014     | 《撒嬌女人最好命》     | 佳佳     |          |
| 2015     | 《鍾馗伏魔：雪妖魔靈》 | 西域美女 |          |
| 2017     | 《皮绳上的魂》         | 琼       |          |
| 2018     | 《记忆折叠》           | 孙茜     |          |
| 2019     | 《攀登者》             | 黑牡丹   |          |
| 2022     | 《罗布泊神秘事件》     |          |          |
| 2022     | 《战地：异种浩劫》     |          | 網絡電影 |